# Масакр у Клечки
Масакр у Клечки био је масовно убиство 22 цивила српске националности у близини села Клечка, током јула 1998. за које се тврди да је ОВК киднаповала, ликвидирала стрељањем а касније и спалила. Ово је био један од најтежих злочина које је починила ОВК пре и током рата на Косову и Метохији. Представник Ослободилачке војске Косова негирао је да та организација има било какве везе са овим масакром,  наводећи да „ОВК није убила ни једног српског цивила“.

## Злочин
Припадници терористичке ОВК су у току 1997. и 1998. изводили киднаповања цивила и припадника војске и полиције, српске и албанске националности. У периоду од 17. до 22. јула 1998. припадници ОВК су, током напада на Ораховац, киднаповали и заробили 43 цивила српске националности, које су са још око стотину других заробљених у околним местима одвели према Малишеву а касније у Клечку.
Цивили су мучени а онда стрељани испред стрељачког вода или ликвидирани појединачно ватреним оружјем. Касније су тела паљена у пећи за креч, ради прикривања злочина.

## Откривање злочина
Полиција је 27. августа 1998. открила злочин у Клечки. Осим делова тела у самом крематоријуму остало је неколико делимично спаљених тела.
Осуђујем страшни масакр српских цивила почињен од стране албанских терориста. Сједињене Америчке Државе су шокиране бруталностима у селу Клечка. Починиоци морају бити кажњени. САД не подржава оружане акције ОВК и осуђују сваку врсту агресије, као и киднаповање цивила.— Кристофер Хил, специјални изасланик САД за СРЈ
Луан Мазреку је сведочио да су командант ОВК, он сам и други војници, силовали девојчицу од 10 до 11 година, пред њеним родитељима. Припадници ОВК су силовали жене и девојчице од 8 година и више.  Идентификовао је Ганија Краснићија да неке одваја и силује узастопно. Краснићи је наредио масакр, одвео жену и дечака од 8 година у страну. Мазреку му је одсекао уво, Краснићи јој је одсекао очи, одсекао јој руке и уши.  Остали киднаповани су погубљени, на које су војници истовремено пуцали све док муниција није нестала.  Рођаци су сведочили о десет цивила погубљених стрељачким водом и три жене које су силоване. Фонд за хуманитарно право је то назвао пристрасним судом, сведочењем путем присилног извлачења, и тврдио да нема доказа да су рођаци починили злочине. 